# Коко Шанел
Габриѐл Боньо̀р „Коко̀“ Шанѐл (на френски: Gabrielle Bonheur „Coco“ Chanel) е известна френска модна дизайнерка, модернистка, революционизирала женската мода с включване в нея на мъжки елементи, една от най-влиятелните фигури в модата на XX век.
Oсновала модната къща „Шанел“. Определяна е като пионер в модата. Нейната философия, стремежът ѝ към изчистени линии и елементите, заимствани от мъжката мода, ѝ отреждат важно място в развитието на модата. Благодарение на въздействието, което Коко Шанел оказва върху модата като цяло, списание „Тайм“ я включва в класацията за 100-те най-влиятелни личности на XX век, единственият представител от света на модата в класацията.

## Кратка биография
Габриел („Коко“) Боньор Шанел е родена на 19 август 1883 година в Сомюр, малко градче в долината на река Лоара. Тя е второто дете на амбулантния търговец Албер Шанел и Жан Дьовол, които по време на раждането ѝ все още не са женени. Поради грешка в акта за раждане първите биографи на Коко Шанел трудно уточняват детайлите на биографията ѝ. Тя е записана в акта си за раждане като родена с един ден по-късно и тъй като и двамата родители са отсъствали, фамилното ѝ име е записано погрешно като „Шаснел“.
Родителите на Коко се венчават през 1883 година и имат 5 деца – 3 момичета, сред които Коко, и 2 момчета. Когато е на 12 години, Коко изживява първия си сблъсък с реалния живот – майка ѝ умира от туберкулоза, а баща ѝ скоро след това напуска дома им под предлог, че трябва да си намери по-добра работа, за да може да ги изхранва. Останали без родителска грижа, децата са пратени в приют за сираци в католически манастир. Именно в манастира Коко се научава да шие. Ваканциите си младото момиче прекарва при роднини, които я научават на по-големи тънкости в шиенето, които надхвърлят уменията на монахините. На 18-годишна възраст Коко напуска манастира и започва самостоятелен живот и работа в местна шивашка работилница. В свободното си време пее в кабаре. Най-често изпълнява песните „Ko Ko Ri Ko“ и „Qui qu’a vu Coco“, благодарение на което получава прякора си „Коко“.
По време на едно участие в кабарето я забелязва плейбоят и милионер Етиен Балсан и скоро след това между тях започва любовна връзка. Балсан я глези с луксозен живот – диамантени бижута, дизайнерски дрехи, приеми на елита на тогавашното френско общество. По това време тя започва да изработва и декорира шапки, което скоро от хоби се превръща в професия и смисъл на живота ѝ. Както по-късно разказва на приятелите си, благодарение на новото си хоби Коко „проглежда“, напуска имението на Балсан и се нанася в апартамента му в Париж. През 1913 година отваря първия си магазин, в който продава богат асортимент от палта и модерни шлифери, но бизнесът ѝ там не просъществува дълго, тъй като магазинът се намира в сърцето на Париж и наемът за него е огромен. Типично за Шанел, провалът я амбицира още повече и тя е убедена повече от всякога, че ще успее.
В периода преди Първата световна война Шанел среща Артър „Бой“ Капел, който дотогава е бил най-добрият приятел на Етиен Балсан. С негова подкрепа Коко се сдобива със сграда и финансови средства, за да открие втория си магазин в област Бретан. Известни френски актриси носят нейни шапки, което ѝ помага да си извоюва име в света на модата. През 1913 година Коко представя първата си дамска спортна колекция в бутика си в Дювил, където по време на започналата война са се преместили голям брой парижанки.
По-късно, когато вече е известна, Коко си измисля история, която „разкрасява“ трудния ѝ живот като дете. Така Шанел стриктно се придържа към историята, че когато майка ѝ починала, баща ѝ отплавал за Америка, за да натрупа състояние, а тя заминала да живее при две коравосърдечни лели. Тя дори твърди, че е родена през 1893 вместо през 1883 година, което я подмладява с 10 години. Според нейната „разкрасена“ история майка ѝ умира, когато Коко е на 2 годинки. Всичко това Шанел прави, за да намали срама, който изпитвала от бедността и от липсата на родители по време на детството си.
През 1920 година балетният импресарио Сергей Дягилев я запознава с известния композитор Игор Стравински. Според слуховете Стравински и Коко имат любовна връзка.
През 1923 година Коко споделя пред списанието „Харпърс Базаар“, че „изчистеният и семпъл дизайн е ключът към истинската елегантност“. Това тя се стреми да покаже в колекциите си, които са изчистени, а дрехите са удобни. За разлика от повечето европейски дизайнери, творящи по това време, Шанел определя жената като истинското същество на дрехите.
„Дадох на жените чувството за свобода, върнах им техните тела... Тела, които бяха потънали под слоеве от дантели, корсети и подплънки заради приумиците на някои дизайнери.“
Шанел дава нов живот на материи като жарсе, които преди това са били смятани за дрехи за бедни хора. Стилът ѝ често буди асоциация с образа на младите момичета от „Бурните двадесет“ – 20-те години на XX век, които са били самоуверени и често се държали предизвикателно към установените обществени норми. Нейните клиентки са момичета, демонстриращи своята независимост с нов външен вид и държание – с къси поли и прически, използване на големи количества грим и козметика, с пиене на коктейли и пушене на цигари на обществено място. Но „бунтарщината“ на тези момичета не се изчерпва само с външния им вид. Те смело участват в различни спортове, шофират собствени автомобили и излизат по нощни клубове, където слушат джаз и танцуват чарлстон.
Прочутото сако на Шанел, превърнало се в икона, е само̀ по себе си един малък свят в модната философия на дизайнерката. Кройката на сакото го различава от традиционното сако, тъй като конструкцията на ръкавите е от три части. Това си остава най-отличителният му белег и запазена марка на дизайнерката, заедно с ръчно изработените шевове, тежките метални копчета и металната верига в основата на сакото. Всички тези елементи са не само част от декорацията, но и служат като тежести, които му придават и запазват нужната форма.
Шанел е дизайнерката, която първа предлага парфюм, който носи името ѝ – „„Шанел“ № 5“, и която за първи път смесва няколко аромата (преди Шанел всички парфюми имат само един (моно) аромат). Шанел №5 остава класика, използва се и до днес.
През 1925 година Вера Бат Ломбарди, дама от английския хайлайф, става муза на Шанел и нейна връзка с голям брой аристократични фамилии в Европа. Прочутият „английски“ външен вид на Шанел е посветен и почерпен именно от Вера Ломбарди. Благодарение на Ломбарди творенията на Шанел са представени на английското кралско семейство, което осигурява на Коко Шанел признание и връзки.
През 1939 година, със започването на Втората световна война, Шанел затваря бутиците си. Тя вярва, че не е време за мода и се премества да живее в парижкия хотел Риц, който остава неин дом до края на живота ѝ. Шанел живее там и по време на окупацията на Париж от нацистите, тя често бива критикувана за връзките си с тях и по-специално с германския офицер и шпионин Ханс Гюнтер фон Динклаге, като злите езици твърдят, че именно той ѝ е издействал разрешение да остане в хотела по време на окупацията на града.
Историкът Хъл Воган в своята книга „В кревата с врага: тайната война на Коко Шанел“ твърди, че Шанел е сътрудничела на германското правителство по време на Втората световна война. По думите на историка, тя не просто е предоставяла на немците вътрешна информация от Франция, но и официално е била зачислена към немското разузнаване, като е изпълнила успешно над десет шпионски мисии.
След края на войната във Франция обществото си припомня всички контакти на Шанел с немците. Наричат я „помощник на нацистите“, обвинена е в колаборационизъм и е арестувана. През 1944 година по съвет на Чърчил е освободена, но при условие, че ще напусне Франция. Налага се Шанел да замине за Швейцария, където тя живее до 1953 година.
Въпреки че Коко Шанел предпочита да нарича свой дом хотела „Риц“, тя притежава и апартамент над магазина си на улица „Камбон“ № 31, както и вила на френската Ривиера.
Шанел се завръща на модната сцена през 1954 година, когато след цели 20 години представя колекция – последната преди това е от 1934 година. Заради връзката си с германския шпионин Шанел е посрещната доста студено от парижката си публика, но за сметка на това американците я боготворят. През 1950—1960-те години Шанел сътрудничи на различни холивудски студия, тя облича такива звезди като Одри Хепбърн и Лиз Тейлър. Сред клиентките ѝ са първата лейди на САЩ Жаклин Кенеди.
Шанел е известна и като меценатка. Тя е оказвала финансова поддръжка на Салвадор Дали и Пабло Пикасо.
Коко Шанел умира от сърдечен удар на 10 януари 1971 г., на 87-годишна възраст, в апартамента си в хотел „Риц“. Погребана е в Лозана, Швейцария, и върху надгробната ѝ плоча са изобразени 5 лъвски глави, символизиращи зодиакалния ѝ знак Лъв.

## Личен живот
Коко Шанел е наистина независима и самостоятелна жена. Има връзки с някои от най-влиятелните мъже за времето си, но никога не се омъжва. Когато я питат защо не се е оженила за херцога на Уестминстър, тя отговаря: „Имало е много херцогини на Уестминстър, но има само една Шанел!“.
Доста хора са били скандализирани поради нейните открито лесбийски връзки, но Коко не се тревожи особено и живее живота си независимо от хорското мнение. Така нарушава всички принципи на традиционализма във време, когато такова поведение се счита за скандално и физически неестествено.